# Kreis Neustadt in Westpreußen
Der Kreis Neustadt in Westpreußen war ein preußischer Landkreis, der von 1818 bis 1920 bestand. Er lag in dem Teil von Westpreußen, der nach dem Ersten Weltkrieg durch den Versailler Vertrag 1920 an Polen fiel und als Polnischer Korridor bezeichnet wurde. Von 1939 bis 1945 war der Kreis im besetzten Polen als Teil des neu eingerichteten Reichsgaus Danzig-Westpreußen nochmals eingerichtet. Heute liegt das ehemalige Kreisgebiet in der polnischen Woiwodschaft Pommern.

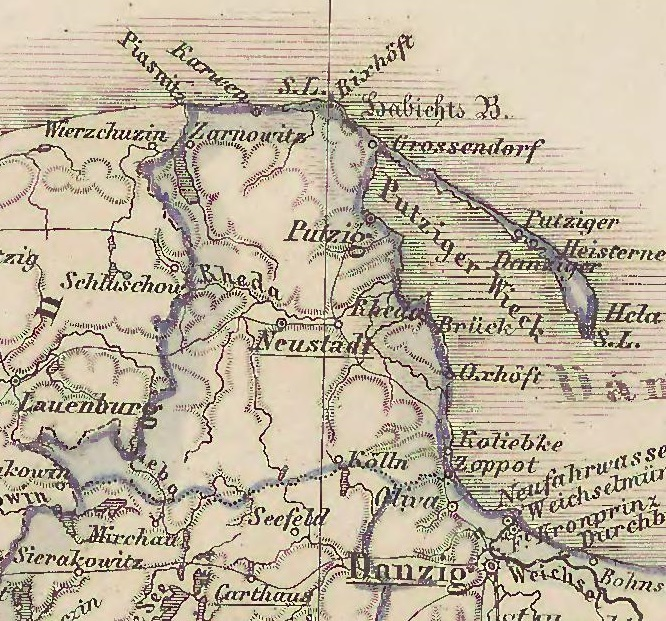
Der Kreis Neustadt in Westpreußen von 1818 bis 1887

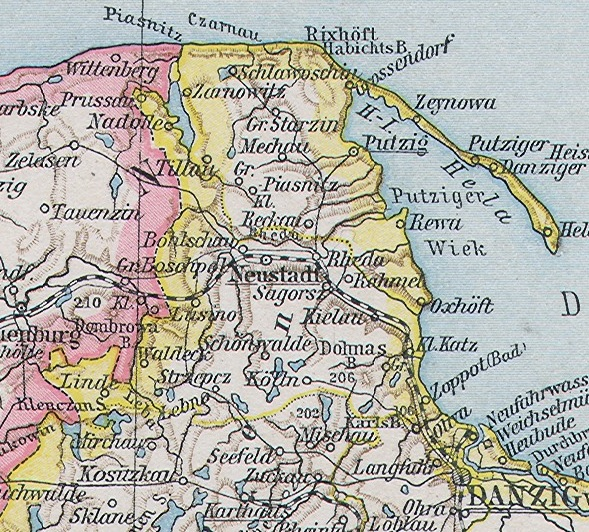
Der Kreis Neustadt in Westpreußen von 1887 bis 1920

Die Provinz Westpreußen 1919
Regierungsbezirk Danzig
Regierungsbezirk Marienwerder

## Geschichte
Mit der ersten Teilung Polens kam das Kreisgebiet 1772 an das Königreich Preußen und gehörte dort in der Provinz Westpreußen zunächst zum Kreis Dirschau. Durch die preußische Provinzialbehörden-Verordnung vom 30. April 1815 und ihre Ausführungsbestimmungen kam das Gebiet zum Regierungsbezirk Danzig der Provinz Westpreußen. Im Rahmen einer umfassenden Kreisreform im Regierungsbezirk Danzig wurde zum 1. April 1818 aus dem Nordteil des Kreises Dirschau der neue Kreis Neustadt gebildet. Er umfasste die Städte Neustadt, Hela und Putzig, die Domänenämter Brück, Putzig und Starzyn, die Halbinsel Hela sowie eine größere Zahl adliger Güter. Das Landratsamt wurde in Neustadt eingerichtet.
Vom 3. Dezember 1829 bis zum 1. April 1878 waren Westpreußen und Ostpreußen zur Provinz Preußen vereinigt, die seit dem 1. Juli 1867 zum Norddeutschen Bund und seit dem 1. Januar 1871 zum Deutschen Reich gehörte.
Durch das kontinuierliche Anwachsen der Bevölkerung im 19. Jahrhundert erwiesen sich einige Kreise in Westpreußen als zu groß; eine Verkleinerung erschien erforderlich. Am 1. Oktober 1887 wurde aus dem nördlichen Teil des Kreisgebiets der neue Kreis Putzig mit dem Landratsamt in der Stadt Putzig gebildet.
Die Landgemeinde Zoppot erhielt am 1. April 1902 das Stadtrecht.
Nach dem Ersten Weltkrieg musste aufgrund der Bestimmungen des  Versailler Vertrags am 10. Januar 1920 fast der gesamte Kreis Neustadt vom Deutschen Reich abgetreten werden. Der größte Teil des Kreises fiel an Polen und bestand dort als Powiat Wejherowski weiter. Die Stadt Zoppot und der Forstgutsbezirk Oliva fielen an die Freie Stadt Danzig. Ein Gebietsstreifen westlich des Zarnowitzer Sees mit der Gemeinde Kniewenbruch sowie den Gutsbezirken Burgsdorf, Fredrichsrode, Kolkau, Ockalitz, Oppalin, Prüssau, Rauschendorf, Reckendorf und Rieben verblieb im Deutschen Reich und kam zum Kreis Lauenburg in der Provinz Pommern.
Polen gab der Stadt Neustadt die an deren mittelalterlichen Namen Weyersfrey (nach dem Stadtgründer Jakob von Weiher) angelehnte Ortsbezeichnung Wejherowo. Infolge von Abwanderung schrumpfte nach 1920 der deutsche Bevölkerungsanteil im ehemaligen Kreisgebiet beträchtlich.

## Bevölkerung

### Ethnische Zusammensetzung
Im Jahre 1905 waren ca. 50 % der Bevölkerung des Kreises deutschsprachig und ca. 50 % kaschubisch- bzw. polnischsprachig.

### Einwohnerentwicklung
1887 wurde aus dem Kreis Neustadt der neue Kreis Putzig ausgegliedert. Um eine Vergleichbarkeit der Zahlen zu gewährleisten, werden ergänzend auch die addierten Werte der beiden Kreise angegeben.
- 18210029.486
- 18310035.250
- 18520048.211
- 18610055.053
- 18710061.075
- 18900041.660, mit dem Kreis Putzig 65.720
- 19000049.043, mit dem Kreis Putzig 74.259
- 19100061.620, mit dem Kreis Putzig 88.168

### Konfessionen
| absolut                                | %      | absolut | %      | absolut | %   |     |
| 1821                                   | 6.911  | 23,4    | 22.339 | 75,8    | 236 | 0,8 |
| 1852                                   | 13.159 | 27,2    | 34.881 | 72,4    | 268 | 0,6 |
| 1871                                   | 15.284 | 25,0    | 45.483 | 74,5    | 296 | 0,5 |
| nach Ausgliederung des Kreises Putzig: |        |         |        |         |     |     |
| 1890                                   | 11.006 | 26,4    | 30.396 | 73,0    | 214 | 0,5 |
| 1910                                   | 17.294 | 28,1    | 43.782 | 71,5    | 257 | 0,4 |
| zusammen mit dem Kreis Putzig:         |        |         |        |         |     |     |
| 1890                                   | 16.314 | 24,8    | 49.075 | 74,7    | 285 | 0,4 |
| 1910                                   | 22.692 | 25,7    | 64.866 | 73,6    | 317 | 0,4 |

## Politik

### Landräte
- 1818–183100Franz von Weiher (1763–1835)
- 1831–183500Karl Lesse
- 1835–186200Ludwig von Platen
- 1862–186800Paul von Jordan
- 1868–187900Friedrich Vormbaum
- 1879–188100Richard von Wentzel (komm.)
- 1881–189300Gumprecht (komm.)
- 1893–190700Heinrich von Keyserlingk
- 1907–192000Theodor von Baudissin

### Wahlen
Im Deutschen Reich bildeten die Kreise Neustadt, Karthaus und Putzig den Reichstagswahlkreis Danzig 4. Dieser Wahlkreis wurde bei allen Reichstagswahlen von 1867 bis 1912 von der Polnischen Fraktion gewonnen.

## Städte und Gemeinden
Im Jahr 1910 umfasste der Kreis Neustadt zwei Städte und 55 Landgemeinden:
- Bendargau
- Bieschkowitz
- Bohlschau
- Bojahn
- Ciessau
- Czechotzin
- Damerkau
- Dohnasberg
- Espenkrug
- Gdingen
- Glashütte
- Gnewau
- Gossentin[5]
- Gowin
- Grabowitz
- Groß Katz
- Grünberg
- Jellenschehütte
- Kantrschin
- Kielau
- Klutschau
- Kniewenbruch
- Kolletzkau
- Kölln
- Kowalewo
- Lebno
- Lensitz
- Linde
- Lusin
- Mellwin
- Miloschewo
- Nadolle
- Neustadt in Westpreußen, Stadt
- Poblotz
- Pretoschin
- Quaschin
- Rahmel
- Reschke
- Rheda
- Robbakau
- Sagorsch
- Sbichau
- Schönwalde
- Seelau
- Soppieschin
- Spechtswalde
- Steinkrug
- Strebielin
- Strepsch
- Ustarbau
- Vitzlin
- Wahlendorf
- Warschkau
- Werder
- Worle
- Zemblau
- Zoppot, Stadt

Die Stadt Zoppot kam 1920 zur Freien Stadt Danzig und die Gemeinde Kniewenbruch verblieb im Deutschen Reich. Alle übrigen Gemeinden fielen 1920 an Polen.

## Gutsbezirke
Zum Kreis gehörten außerdem folgende 45  Gutsbezirke (Stand vom 1. Januar 1908):
- Barlomin
- Bendargau
- Burgsdorf
- Dargelau
- Fredrichsrode
- Friedrichsau
- Gnewau, Forst
- Gohra
- Gohra, Forst
- Groß Dennemörse
- Hedille
- Hochredlau
- Johannisdorf
- Kamlau
- Kielau, Forst
- Klein Dennemörse
- Klein Katz
- Koliebken
- Kolkau
- Lewinno
- Lusin, Forst
- Nadolle, Forst
- Nanitz
- Neuhof
- Neustadt
- Ockalitz
- Oliva, Forst
- Oppalin
- Pelzau
- Pentkowitz
- Prüssau
- Rahmel
- Rauschendorf
- Reckendorf
- Rieben
- Schmechau
- Smasin
- Völtzendorf
- Waldeck
- Waldenburg
- Wertheim
- Wittomin
- Wittstock
- Wyschetzin
- Zemblau

### Namensänderungen
Im Jahre 1873 wurden im Kreis Neustadt einige Gutsbezirke mit Ortsnamen, die einen kaschubischen oder polnischen Wortstamm hatten, umbenannt:
- Dobrzewin →  Werthheim
- Karczemenken  → Friedenau
- Czimmanau →  Rauschendorf
- Strzebielinke → Fredrichsrode
- Niepoczlowitz  →  Wahlendorf
- Czenstkau →  Grünberg
- Borreck → Waldeck
- Domäne Czechoczin → Friedrichsau

## Persönlichkeiten
- Florian Ceynowa (1817–1881), Vorkämpfer für die Rechte der Kaschuben, geboren 1817 in Slawoschin, Kreis Neustadt
- Stanislaus Maronski (1825–1907), Gymnasiallehrer in Neustadt, publizierte Werke zum Thema polnische Geschichte

## Landkreis Neustadt im besetzten Polen 1939–1945

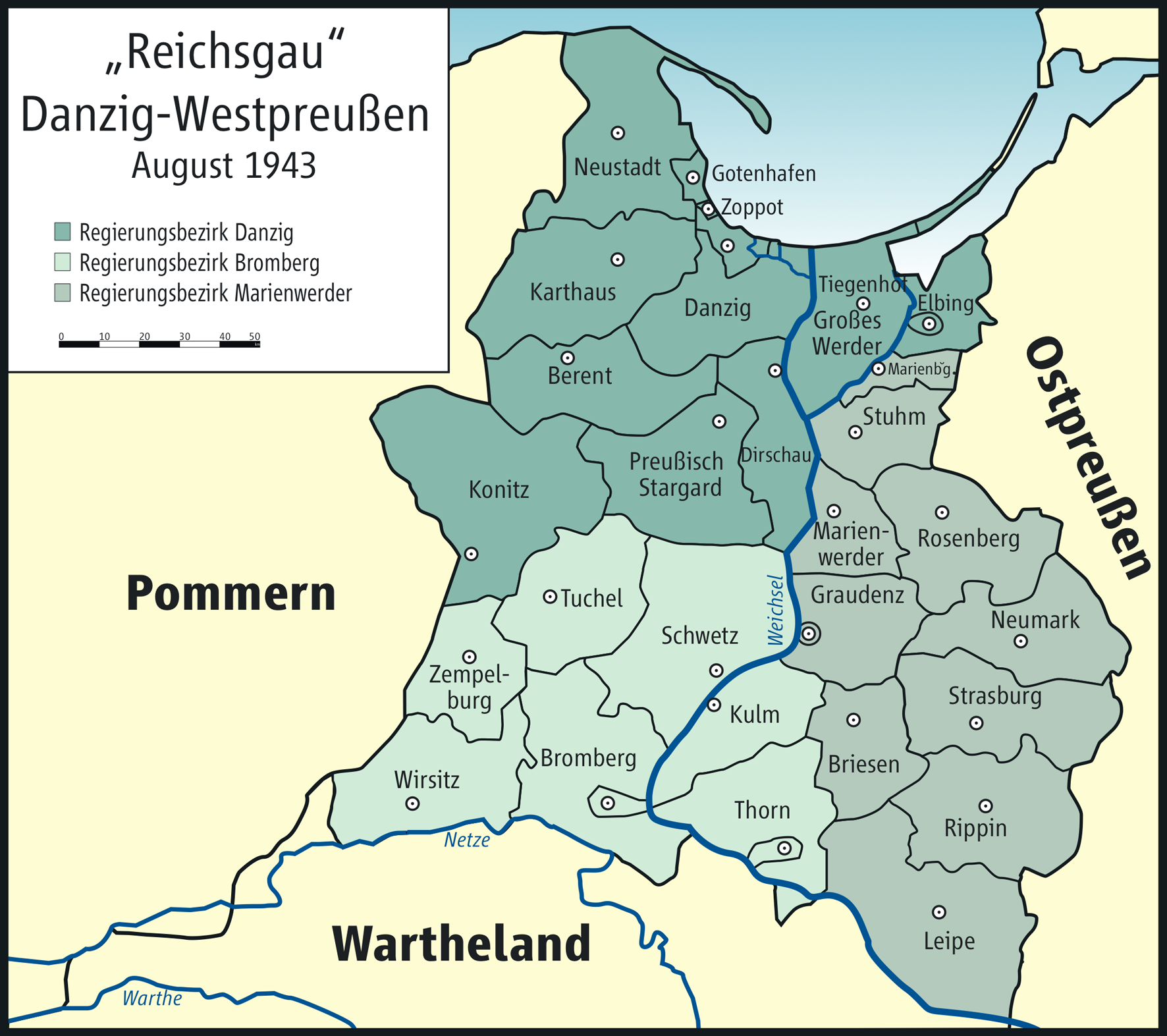
Reichsgau Danzig-Westpreußen (August 1943)

### Geschichte
Nach dem Überfall auf Polen durch das Deutsche Reich und der völkerrechtswidrigen Annexion des Powiat Morski, der Gebiete der ehemaligen Kreise Neustadt und Putzig umfasste, an den neugebildeten Reichsgau Westpreußen – später Danzig-Westpreußen – richtete die Besatzungsmacht im Umfang des Powiat Morski den Landkreis Neustadt (Westpr.) ein, der dem neuen Regierungsbezirk Danzig (Danzig-Westpreußen) unterstand. Die Städte Neustadt und Putzig wurden der im Altreich gültigen Deutschen Gemeindeordnung vom 30. Januar 1935 unterstellt. Die übrigen Gemeinden waren in Amtsbezirken zusammengefasst; Gutsbezirke gab es nicht mehr.
Im Frühjahr 1945 wurde das Kreisgebiet durch die Rote Armee besetzt. Die allermeisten deutschen Bewohner, einschließlich der einheimischen Angehörigen der deutschen Minderheit in der Zweiten Polnischen Republik (1918–1939), wurden in der Folgezeit von der polnischen Administration aus dem Kreisgebiet vertrieben.

### Landrat
- 1939–194500Heinz Lorenz

### Ortsnamen
In einigen Fällen erhielten nicht typisch deutsch klingende Ortsnamen eine lautliche Angleichung, wurden übersetzt oder durch neue Wortschöpfungen ersetzt, zum Beispiel:
- Bojahn: Blücherode
- Ceynowa: Ziegenhagen, Kr. Neustadt (Westpr.)
- Darslub: Buchheide
- Gohra: erst Bergen, dann Rhedaberg
- Goschin: Kaiserhof
- Kolletzkau: Kollendorf
- Polzin: Konradswiese
- Quaschin: Quassendorf
- Slawoschin: erst Wittenbrock, dann Wittenbrook